# Кащей Віктор Йосипович
Ві́ктор Йо́сипович Каще́й (нар. 15 грудня 1946, Київ, СРСР) — радянський футболіст та український футбольний тренер, що спеціалізувався на роботі з дитячо-юнацькими командами. Відомий завдяки виступам у складі київського «Динамо», донецького «Шахтаря», запорізького «Металурга» та інших радянських клубів. Екс-наставник юнацьких збірних України різних віків, багаторічний тренер ДЮФШ «Динамо».

## Життєпис
Віктор Кащей народився в Києві Почав займатися футболом 1958 року в ДЮСШ міськвно-I у Бориса Йосиповича Кукурикова. Разом з Віктором у групі тренувалися, зокрема, Володимир Мунтян та Семен Альтман, які згодом стали відомими футболістами та тренерами. Коли ж Кукуриков був запрошений на посаду тренера вінницького «Локомотива», групу прийняв Корсунський Михайло Борисович. Згодом Корсунського змінив Качанов Володимир Федорович. Футболісти міськвно регулярно ставали переможцями дитячих і юнацьких турнірів, що проводилися у Києві.
1964 року Віктор Кащей дебютував у дублі київського «Динамо», продемонструвавши у першому ж сезоні доволі непогану результативність. Тричі був чемпіоном СРСР серед дублюючих складів. Втім, шанс зіграти у першій команді киян він отримав лише 1968 року, провівши у складі «біло-синіх» чотири поєдинки та вразивши ворота суперників одного разу. Того ж року Кащей став одним лідерів динамівського дубля, наколотивши за сезон 16 м'ячів. Не дивно, що наступного року тренери почали частіше залучати молодого форварда до ігор основи, а найуспішнішим у київській кар'єрі гравця став сезон 1970 року, протягом якого він 22 рази з'являвся на полі у матчах чемпіонату СРСР, забивши п'ять м'ячів.
1972 року Віктор Кащей перейшов до складу донецького «Шахтаря» і, незважаючи на те, що здобув у складі «гірників» срібні нагороди першої ліги, надовго у Донецьку не затримався. Натомість, наступним клубом Кащея стала кіровоградська «Зірка» з української зони другої ліги, де йому нарешті вдалося знову продемонструвати власні бомбардирські якості. 16 забитих м'ячів у сезоні 1973 стали тому підтвердженням.
Однак, Віктор прагнув пограти на більш високому рівні. Саме тому він перейшов до лав запорізького «Металурга», що виступав на той час у першій лізі. У Запоріжжі Кащей провів 2,5 сезони, найвдалішим серед яких видався 1975 рік. Другу половину 1976 року та 1977 рік Віктор Кащей провів у складі житомирського «Спартака», після чого завершив активні виступи на футбольному полі.
Майже вся тренерська кар'єра Віктора Кащея пов'язана з ДЮФШ «Динамо», де він зумів підготувати велику кількість футболістів, що заграли на найвищому рівні. Серед них слід виокремити гравців збірної України Олега Венглинського, Валентина Слюсара, Віталія Лисицького, Олександра Рибку, Дениса Олійника, Віталія Федоріва та Дениса Дедечка. Окрім роботи в школі «Динамо», Віктор Кащей неодноразово очолював юнацькі збірні України різних віків. Зокрема з командою 1987 року народження він пробився до фінального турніру юнацького чемпіонату Європи з футболу 2004. Працював також з юнаками 1977-1978 (куди, однак, викликав і молодших гравців, зокрема Андрія Несмачного) та 1982-1983 років народження.
У червні 2014 року завершив тренерську роботу та вийшов на пенсію.

## Досягнення
- Срібний призер чемпіонату СРСР (1): 1969
- Срібний призер першої ліги чемпіонату СРСР (1): 1972
- Брав участь у чемпіонському (1968) сезоні «Динамо», однак провів всього 4 матчі, чого замало для отримання медалей